# Scott Tremaine
Scott Duncan Tremaine (* 25. Mai 1950 in Toronto) ist ein kanadischer Astrophysiker.
Tremaine erwarb den Bachelorgrad 1971 an der McMaster University und den Master- und Doktorgrad 1973 und 1975 an der Princeton University. Nach Forschungsaufenthalten an verschiedenen Instituten war er von 1981 bis 1985 Associate Professor am Massachusetts Institute of Technology, danach Professor an der University of Toronto und seit 1997 Professor an der Princeton University.
Tremaine befasst sich mit der Struktur von Galaxien, Stellardynamik, Schwarzen Löchern in Galaxienkernen sowie mit der Entstehung und Dynamik von Planeten, Ringen und Kometen. Zusammen mit Peter Goldreich untersuchte er die Rolle kleiner Monde in der Gestaltung von Ringsystemen um Planeten. Er ist Mitglied einer Forschergruppe, die mit dynamischen Methoden massereiche schwarze Löcher in den Kernregionen naher Galaxien nachwies und eine Beziehung zwischen Masse des schwarzen Lochs und der Masse des inneren sphäroidischen Teils der Galaxie aufzeigte.
Zusammen mit James Binney ist er Autor eines Lehrbuchs zur Dynamik von Galaxien.

## Auszeichnungen
- 1982 Sloan Research Fellow
- 1983 Helen-B.-Warner-Preis für Astronomie
- 1990 Rutherford-Medaille der Royal Society of Canada
- 1990 Carlyle-S.-Beals-Preis der kanadischen astronomischen Vereinigung
- 1992 Mitglied der American Academy of Arts and Sciences
- 1994 Mitglied der Royal Society of Canada
- 1997 Dannie-Heineman-Preis für Astrophysiker
- 2002 Mitglied der National Academy of Sciences
- 2009 Petrie Prize Lecture
- 2013 Tomalla-Preis
- 2020 Henry Norris Russell Lectureship

Der Asteroid (3806) Tremaine ist nach ihm benannt.